# IC 2083
IC 2083 — галактика типу SB0-a (компактна витягнута галактика) у сузір'ї Золота Риба.
Цей об'єкт міститься в оригінальній редакції індексного каталогу.